# Sant Miquel de Campmajor
Sant Miquel de Campmajor – gmina w Hiszpanii, w prowincji Girona, w Katalonii, o powierzchni 33,43 km². W 2011 roku gmina liczyła 230 mieszkańców.